# بی‌اچ-۳۳ آویا
بی‌اچ-۳۳ آویا (به انگلیسی: Avia_BH-33) یک هواگرد از نوع جنگنده ساخت شرکت آویا, هواگردسازی پودلاشه (under licence), Ikarus (under licence) است. هواگرد بی‌اچ-۳۳ آویا نخستین پروازش را در ۲۱ اکتبر ۱۹۲۷ میلادی انجام داد.
طراح این هواگرد، Miroslav Hajn and Pavel Beneš بود.